# Большая Корбылька
Больша́я Корбы́лька — река в Каргасокском районе Томской области России. Устье реки находится в 39 км по правому берегу реки Корбылька. Длина реки составляет 31 км.

## Данные водного реестра
По данным государственного водного реестра России относится к Верхнеобскому бассейновому округу, водохозяйственный участок реки — Обь от впадения реки Васюган до впадения реки Вах, речной подбассейн реки — Васюган. Речной бассейн реки — (Верхняя) Обь до впадения Иртыша.